# Katerina Zakchaiou
Katerina Zakchaiou (in greco Κατερίνα Ζακχαίου?; Limassol, 26 luglio 1998) è una pallavolista cipriota, centrale del Chieri '76.

## Carriera

### Club
Cresciuta nel vivaio dell'Apollōn Limassol, squadra della propria città natale, conquistando i titoli nazionali delle categorie giovanili a cui partecipa, esordisce in A' katīgoria, massimo campionato cipriota, nella stagione 2013-14, aggiudicandosi per tre anni consecutivi il titolo di campione nazionale, la Coppa di Cipro e la Supercoppa. Le sue prestazioni convincono la formazione greca del Pannaxiakos ad ingaggiarla per l'annata 2016-17: il club di Nasso e Piccole Cicladi raggiunge la finale scudetto e la finale di Coppa di Grecia, ma in entrambe le competizioni esce sconfitto dalla sfida con le campionesse in carica dell'Olympiakos. È tuttavia proprio la società de Il Pireo la nuova destinazione di Katerina: nelle tre stagioni con la casacca biancorossa, durante le quali subisce un serio infortunio al legamento crociato anteriore del ginocchio destro, che la costringe ad un intervento chirurgico e ad un conseguente lungo stop, si aggiudica tre Volley League, due Coppe nazionali e la Challenge Cup 2017-18.
Nell'annata 2020-21 intraprende una lunga militanza nel massimo campionato italiano, accettando la proposta della Cuneo Granda, mentre in quella seguente si accasa alla Pro Victoria; nel campionato 2022-23 si accorda invece con la UYBA di Busto Arsizio, mentre in quello seguente è di scena con il Chieri '76, con il quale conquista la Coppa CEV.

### Nazionale
Convocata in nazionale cipriota già dal 2013, si aggiudica due edizioni del campionato europeo dei piccoli stati e dei Giochi dei piccoli stati d'Europa, venendo premiata come migliore centrale del campionato europeo dei piccoli stati 2015; nel 2016 vince il campionato europeo dei piccoli stati under 19.

## Palmarès

### Club
- Campionato cipriota: 3

2013-14, 2014-15, 2015-16
- Campionato greco: 3

2017-18, 2018-19, 2019-20
- Coppa di Cipro: 3

2013-14, 2014-15, 2015-16
- Coppa di Grecia: 2

2017-18, 2018-19
- Supercoppa cipriota: 3

2013, 2014, 2015
- Coppa CEV: 1

2023-24
- Challenge Cup: 1

2017-18

### Nazionale (competizioni minori)
- Giochi dei piccoli stati d'Europa 2013
- Campionato europeo dei piccoli stati 2013
- Campionato europeo dei piccoli stati 2015
- Campionato europeo dei piccoli stati under 19 2016
- Giochi dei piccoli stati d'Europa 2017
- Giochi dei piccoli stati d'Europa 2019

### Premi individuali
- 2015 - Campionato europeo dei piccoli stati: Miglior centrale